# Торацо (Асти)
Торацо је насеље у Италији у округу Асти, региону Пијемонт.
Према процени из 2011. у насељу је живело 296 становника. Насеље се налази на надморској висини од 126 м.